# Semantik (Rapper)
Semantik (bürgerlicher Name Sergej Tratar Baamonde) ist ein Schweizer Rapper aus Zürich.

## Biografie
Im Jahr 2000 veröffentlichte die Broken Mental Organisation ihre EP Operation BM, auf der Semantik seinen ersten Gastbeitrag auf dem Song Im Chreis hatte. Ein Jahr danach erschien der zweite Teil der CH200X-Serie von Kollektivs BM, auf der Semantik wiederum vertreten war, dort zum ersten Mal mit Kevlar, mit dem er zusammen die Rapformation Defstar bildet. Noch im selben Jahr wurde Semantiks Video mit dem Tibeter T-Act zum Lied A dänä Tage in den Schweizer Musiksendern gespielt. Zu dieser Zeit machte Semantik hauptsächlich mit Gastbeiträgen auf Tonträgern anderer Schweizer Rapkünstler von sich reden. Zudem produzierte er in Eigenregie das Mixtape Kammermusik. Weiter war Semantik in dieser Zeit auch vermehrt als Live-Act tätig. 2003 folgte mit dem selbstgedrehten Video zur Maxi Sex, Droge und Wahrheit ein weiterer Clip, der auf N1-Heavy Rotation bei Viva lief. Vor allem durch diesen Erfolg machte sich Semantik in der Schweizer Rapszene einen Namen. Im Jahr 2004 veröffentlichte Semantik gemeinsam mit seiner Liveband Cave Canem das Album Underhund. Im Jahr 2007 folgte mit Grand Theft Audio I: San Semantik der erste Teil seiner Mixtape-Folge. Zwischen dem Release des zweiten Teils 2008 erschien Semantiks erstes Soloalbum Willkomme diheime. Im Jahr 2010 erschien Semantiks zweites Album Molotow. August 2012 veröffentlichte Semantik sein drittes Mixtape Grand Theft Audio III. 2014 erschien dann das zweite Album von Cave Canem Alles wird guet, auf das eine gemeinsame Tour folgte. 2018 erschien das Soloalbum mit dem Titel Sonnhalde erscheinen, das auf Platz 22 der Schweizer Hitparade einstieg.

## Diskografie

### Alben
- 2002: Kammermusik (Mixtape)
- 2003: Sex, Droge und Wahrheit (Maxi)
- 2004: Underhund (mit Cave Canem)
- 2007: Grand Theft Audio I: San Semantik
- 2008: Willkomme Diheime
- 2008: Grand Theft Audio II: San Semantik
- 2010: Molotow
- 2012: Grand Theft Audio III: San Semantik
- 2014: Alles wird guet (mit Cave Canem)
- 2018: Sonnhalde

### Singles
- 2019: Buchegg Enterprise (mit Luuk und Eu93ne)
- 2019: Badi Bounce (Acid Easy) (mit Tinguely dä Chnächt und Tibner 97er)
- 2019: Roll Easy (mit Skor, Benji Bonus, Eu93ne)
- 2020: 3 Lit Putos (mit Eu93ne)
- 2021: I.C.U. (mit DJ Boogieman)
- 2021: Broke.M.F.